# Đurinići
Đurinići falu Horvátországban, Dubrovnik-Neretva megyében. Közigazgatásilag Konavle községhez tartozik.

## Fekvése
A Dubrovnik városától légvonalban 35, közúton 39 km-re délkeletre, községközpontjától légvonalban 22, közúton 24 km-re délkeletre, a montenegrói határ mellett, a tengerparttól mindössze 3 km-re fekszik. A falu határa általában karsztos, sziklás, erdőkkel és legelőkkel körülvéve. A növényzet általában alacsony mediterrán jellegű, ciprusokkal, olajfákkal és fügefákkal. Az éghajlat enyhe, kifejezetten mediterrán.

## Története
A település határában található halomsírok tanúsága szerint területe már ősidők óta lakott. Első ismert lakói az illírek voltak, akik magaslatokon épített erődített településeken éltek és kőből rakott halomsírokba temetkeztek. Ilyen halomsírok találhatók többek között a Đurinići határában fekvő Račevo poljén, Meterizen, az iskola épülete közelében és több más helyen. A rómaiak az i. e. 2. században győzték le az illíreket és Epidaurum központtal e területet is a birodalomhoz csatolták. A római korból származnak a határában található villagazdaság maradványai. A római hatalmat a népvándorlás vihara rengette meg. A Nyugatrómai Birodalom bukása után a keleti gótok özönlötték el a térséget, őket 537-től 1205-ig kisebb megszakításokkal a bizánciak követték. A 7. században avarok és a kíséretükben érkezett szlávok, a mai horvátok ősei árasztották el a területet. A várakat lerombolták és az ellenálló lakosságot leöldösték. Így semmisült meg a mindaddig fennálló Epidaurum. A túlélő lakosság előbb az északnyugatra fekvő Župára, majd Raguzába menekült. 
Területe a 9. és 11. század között Travunja része volt, mely Dél-Dalmácián kívül magában foglalta a mai Hercegovina keleti részét és Montenegró kis részét is. Travunja sokáig a szerb, a zétai és bosnyák uralkodók függőségébe tartozó terület volt. A Raguzai Köztársaság Konavle keleti részével együtt 1419-ben vásárolta meg bosnyák urától Sandalj Hranićtól. A 15. században már állt a račevo poljei Szent Rókus templom. A višnjići Kisboldogasszony templomot és a đurinići Szent Kereszt templomot a 17. században építették.
Az 1806-ban a Konavléra rátörő orosz és montenegrói sereg a település házait is kifosztotta, közülük sokat fel is gyújtottak. A köztársaság bukása után 1808-ban Dalmáciával együtt ez a térség is a köztársaságot legyőző franciák uralma alá került, de Napóleon bukása után 1815-ben a berlini kongresszus Dalmáciával együtt a Habsburgoknak ítélte. 1880-ban 287, 1910-ben 325 lakosa volt. 1918-ban az új szerb-horvát-szlovén állam, majd később Jugoszlávia része lett. A délszláv háború idején 1991 októberében a jugoszláv hadsereg, valamint szerb és montenegrói szabadcsapatok foglalták el a települést, melyet kifosztottak és felégettek. A lakosság nagy része a jól védhető Dubrovnikba menekült és csak 1992 októberének végén térhetett vissza. A háború után rögtön megindult az újjáépítés. A településnek 2011-ben 96 lakosa volt. Lakói főként mezőgazdasággal foglalkoztak. 

## Népesség
| Lakosság változása | Lakosság változása | Lakosság változása | Lakosság változása | Lakosság változása | Lakosság változása | Lakosság változása | Lakosság változása | Lakosság változása | Lakosság változása | Lakosság változása | Lakosság változása | Lakosság változása | Lakosság változása | Lakosság változása | Lakosság változása |
| ------------------ | ------------------ | ------------------ | ------------------ | ------------------ | ------------------ | ------------------ | ------------------ | ------------------ | ------------------ | ------------------ | ------------------ | ------------------ | ------------------ | ------------------ | ------------------ |
| 1857               | 1869               | 1880               | 1890               | 1900               | 1910               | 1921               | 1931               | 1948               | 1953               | 1961               | 1971               | 1981               | 1991               | 2001               | 2011               |
| 287                | 310                | 313                | 330                | 329                | 325                | 325                | 360                | 291                | 295                | 272                | 227                | 156                | 166                | 110                | 96                 |

## Nevezetességei
- A višnjići temetőben álló Kisboldogasszony (más néven Fekete Madonna) templom a 17. századból származik. A 19. század elején, majd 1907-ben, 1966-ban és 1981-ben megújították. 1991-ben gránáttalálat érte, mely után 1999-ben helyreállították. Mellette régi sírkövek találhatók.

- A đurinići Szent Kereszt templom szintén 17. századi. 1806-ban felgyújtották, de rövidesen helyreállították. 1897-ben hóvihar okozott károkat az épületen, mely után 1898-ban és 1997-ben megújították. Mellette régi sírkövek találhatók.

- A račevo poljei Szent Rókus templom a 15. században épült, eredetileg Szent Kozma és Damján vértanúk tiszteletére volt felszentelve. A településrész is róluk kapta a nevét mivel orvosok (vrači) voltak. Titulusát az 1793-as pestisjárványt követően változtatták a maira. Az 1979-es földrengésben megsérült, ezért újjá kellett építeni és 1986-ban újraszentelték. Mellette régi sírkövek találhatók.

- Római villagazdaság maradványai

- Ókori halomsírok az iskola közelében, Račevo poljén, Meterizen és több más helyen.